# Crazy in Love (альбом Itzy)
Crazy In Love — первый студийный альбом южнокорейской гёрл-группы Itzy. Был выпущен 24 сентября 2021 года, лэйблом JYP Entertainment. Альбом доступен в шести версиях: «ITZY», «Yeji», «Lia», «Ryujin», «Chaeryong», «Yuna» и содержит шестнадцать треков, с заглавным треком «LOCO».

## Предпосылки и релиз
В июле 2021 года стало известно, что группа готовится к возвращению. Позже JYP Entartainmentофициально подтвердили что они вернутся в сентябре.
Название первого мини-альбома Itzy было объявлено 13 августа под названием Crazy In Love, и группа вернется 21-го сентября. Список треков альбома был опубликован 9 сентября. 21 сентября официально был выпущен студийный альбом Crazy In Love.
1 декабря 2021 года была выпущена японская версия трека LOCO в виде цифрового сингла

## Композиции
Crazy In Love — это первый студийный альбом Itzy, в который вошло 9 новых песен, такие как «LOCO», «SWIPE», «Sooo LUCKY», «#Twenty», «B[OO]M-BOXX», «Gas Me Up», «LOVE is», «Chillin' Chillin'», «Mirror» и английская версия заглавного трека LOCO, а также инструменталы ранее выпущенных песен DALLA DALLA, ICY, WANNABE, Not Shy, In The Morning и заглавного трека LOCO
Заглавная песня «LOCO» это веселый и живой трек, который исследует чувство безумной любви. Текст передает образ говорящего, который полностью поглощен своей любовью к кому-то, до такой степени, что чувствует, будто теряет контроль. Слово «loco» повторяется на протяжении всей песни и служит метафорой для этого чувства безумия. Песня «LOCO» была написана такими композиторами и продюсерами как F R I D A Y (Kang Jung Hoon) и Chang (Kim Chang Kyum).

## Промоушен
International Global Media начали продвигать мини-альбом 13 августа 2021 года с помощью тизеров. С 5 по 17 сентября были выпущены индивидуальные и групповые фото-тизеры участниц. Первый тизер музыкального видеоклипа был выпущен 21 и 22 сентября были выпущены тизеры к музыкальному видео LOCO. А 24-го числа того же месяца был выпущен клип.
Также на ещё один трек из альбома SWIPE был выпущен клип. 20 сентября был выпущен тизер, а 26 сентября вышел сам клип. 28 сентября было выпущено перфоманс видео на песню SWIPE.
С заглавной песней LOCO группа множество раз выступала на еженедельных музыкальных шоу таких как: Music Bank (8 октября),  Inkigayo (10 октября),  и M Countdown (14 октября). На церемонии MTV Video Music Awards 2022 песня была номинирована на «Лучший K-Pop». На церемонии вручения наград Asian Pop Music Awards 2021 года он был номинирован на звание "Лучший аранжировщик (за рубежом) и «20 лучших песен года за рубежом», выиграв последнюю.

## Коммерческий успех
«LOCO» дебютировал на позиции 97 в южнокорейском чарте Gaon. Песня также дебютировала на позициях 7, 172 и 57 в чартах загрузок Gaon, Gaon Streaming Chart и Gaon BGM Chart соответственно в выпуске чарта от 19-25 сентября 2021 года. Затем песня поднялась на 26 и 31 позиции в Gaon Digital Chart и Gaon Streaming Chart соответственно в чарте. выпуск от 3-9 октября 2021 года. Песня дебютировала на позициях 44, 27 и 4 в чартах Billboard ’s Global 200 , K-pop Hot 100 и World Digital Song Sales соответственно. выпуск от 9 октября 2021 года. Песня дебютировала на пятой позиции в сингапурском хит-параде RIAS Top Streaming Chart в выпуске чарта от 24-30 сентября 2021 года. Песня также дебютировала на позиция 4 в топ-региональном чарте RIAS в выпуске чарта от 24-30 сентября 2021 года.
Клип LOCO уже 28 сентября (через 4 дня) набрал 50 миллионов просмотров на YouTube. 20 ноября 2021 года клип набрал уже 100 миллионов просмотров, а 23 февраля 2022 года клип набрал 200 миллионов просмотров. Это 4 клип группы который достиг такого результата. На момент марта 2024 года на клипе уже более 250 миллионов просмотров. На клипе SWIPE на момент марта 2024 года более 41 миллиона просмотров.

## Критика
Большинство поклонников и критиков сошлись на том что группа отошла от своего привычного концепта, но это не отменяет того что песня многим понравилась. Также с камбека GUEES WHO группа поменяла смысл своих песен. Ранее они пели о независимости и любви к себе, а в этом камбеке они пели о любви, и многим это не понравилось. Также то что группа перешла в гёрл-краш. В общем камбек многим понравился, но то что группа отошла от своего изначального концепта многих разочаровало.

## Список композиций
| №                   | Название                             | Длительность |
| ------------------- | ------------------------------------ | ------------ |
| 1.                  | «LOCO»                               | 3:11         |
| 2.                  | «SWIPE»                              | 2:57         |
| 3.                  | «Sooo LUCKY»                         | 3:22         |
| 4.                  | «#Twenty»                            | 2:54         |
| 5.                  | «B[OO]M-BOXX»                        | 3:13         |
| 6.                  | «Gas Me Up»                          | 2:29         |
| 7.                  | «LOVE is»                            | 3:27         |
| 8.                  | «Chillin' Chillin'»                  | 3:26         |
| 9.                  | «Mirror»                             | 4:18         |
| 10.                 | «LOCO (English Version)»             | 3:11         |
| 11.                 | «DALLA DALLA (Inst.)»                | 3:19         |
| 12.                 | «ICY (Inst.)»                        | 3:11         |
| 13.                 | «WANNABE (Inst.)»                    | 3:11         |
| 14.                 | «Not Shy (Inst.)»                    | 2:57         |
| 15.                 | «In the morning (Inst.)»             | 2:52         |
| 16.                 | «LOCO (Inst.)»                       | 3:11         |
| 17.                 | «Thanks to. (Voice track for MIDZY)» | 17:21        |
| Общая длительность: | Общая длительность:                  | 1:08:30      |